# Cikaobandung
Cikaobandung is een bestuurslaag in het regentschap Purwakarta van de provincie West-Java, Indonesië. Cikaobandung telt 4875 inwoners (volkstelling 2010).